# Ramblin' Jack Elliott
Ramblin' Jack Elliott (nascido Elliott Charles Adnopoz em 1 de Agosto de 1931) é um cantor e compositor americano de folk music.